# 岩沙弘道
岩沙 弘道（いわさ ひろみち、1942年5月27日 - ）は、日本の実業家。三井不動産取締役、不動産証券化協会相談役。慶應義塾評議員会議長、連合三田会名誉顧問。学位は法学修士。

## 来歴
1942年、愛知県名古屋市生まれ。愛知学芸大学附属名古屋中学校、愛知県立明和高等学校卒業。1965年、慶應義塾大学法学部卒業。1967年、慶應義塾大学大学院法学研究科修士課程修了。
同年4月、三井不動産株式会社入社。1997年、代表取締役専務取締役就任。1998年、代表取締役社長就任。2001年、代表取締役社長社長執行役員就任。2011年、代表取締役会長会長執行役員就任。2019年4月、代表取締役会長。2023年4月、取締役。
2002年、経済同友会副代表幹事。2008年、日本経済団体連合会副会長。2012年、日本経済団体連合会審議員会副議長。2014年、日本経済団体連合会審議員会議長。
2012年には東日本高速道路取締役会長（非常勤）も務めたほか、2015年からテレビ東京ホールディングス取締役も務める。
2017年4月、旭日大綬章受章。

## 人物
- 旧三井財閥の本拠地である東京・日本橋地区の再開発に取り組んでいる[5]。
- 大学、大学院で慶應義塾に学び、評議員会議長、連合三田会名誉会長をはじめとした義塾の複数の役職に就いている[6]。

## その他の公職
- 経済危機克服のための「有識者会合」
- 名橋「日本橋」保存会副会長
- 不動産証券化協会会長
- 不動産協会会長
- 都市計画協会副会長
- 公益財団法人三井文庫代表理事・副理事長